# Pompeia (filme)
Pompeii (bra/prt: Pompeia) é um filme-catástrofe |histórico teuto-canadense-americano dirigido por Paul W. S. Anderson, estrelado por Kit Harington, Emily Browning, Carrie-Anne Moss e Kiefer Sutherland, lançado em 2014, inspirado na destruição da cidade de Pompeia pela erupção do Monte Vesúvio no ano 79.

## Sinopse
Na Britannia, ano 62 d.C., uma tribo de celtas são brutalmente exterminados pelos romanos liderados por Corvus. O único sobrevivente é um garoto chamado Milo, que é capturado por traficantes de escravos. Dezessete anos depois, o proprietário de um escravo chamado Graecus assiste a uma classe de gladiadores. Ele não se impressiona até que vê Milo crescido, um gladiador talentoso que as multidões chamam de "Celt". Milo é logo trazido a Pompéia com seus coescravos. Na estrada, eles vêem uma queda de cavalo enquanto lideravam uma carruagem levando Cassia, retornando depois de um ano para Roma, e sua serva Ariadne. Milo mata o cavalo para acabar com seu sofrimento e Cassia fica atraída por ele. Ela é a filha do governante cidade, Severo e sua esposa Aurelia. Severo está esperando falar com novo Imperador Tito para investir em planos na reconstrução de Pompéia mas Cassia avisa que Roma se tornou mais corrupta. Um servo chamado Felix leva o cavalo de Cassia para um passeio até ser engolido quando um terremoto no Monte Vesúvio abre a Terra sob ele.
Em Pompéia, Milo logo desenvolve uma rivalidade com Atticus, um gladiador campeão que, pela lei romana, será dada a sua liberdade depois que ele ganhar mais uma vitória. Os gladiadores são mostrados fora em uma festa onde Corvus (agora um senador) diz a Severus o Imperador que não vai investir em seus planos, mas Corvus vai. Cassia deixa Roma para escapar dos avanços de Corvus, quando um terremoto faz com que os cavalos fiquem agitados e Milo ajuda a acalmar. Ele então toma Cassia em um passeio, dizendo que eles não podem ficar juntos. Voltando para a casa de campo, Corvus está pronto para matar Milo (não reconhecendo o massacre da aldeia), mas Cassia implora por sua vida. Milo está amarrado por suas ações e Atticus admite respeito pelo homem que se preparam para enfrentar um ao outro no próximo festival.
No Anfiteatro de Pompéia, para punir Milo, Corvus ordena que ele morra na primeira batalha e o treinador Bellator convence Graecus a sacrificar Atticus. Os dois homens e outros gladiadores estão acorrentados às rochas enquanto outros gladiadores saem como soldados romanos, para recriar Corvus com "gloriosa vitória" sobre os celtas. Trabalhando em conjunto, Milo e Atticus sobrevivem à batalha; Atticus percebe que os romanos nunca vão honrar sua liberdade. Durante a batalha, Corvus força a Cassia a concordar em se casar com ele, ameaçando matar sua família por suposta traição contra o imperador. Quando Milo vence Atticus, Cassia desafia Corvus, segurando um "polegar para cima" para eles viverem e ele tem de ser levado para a villa preso. Alegando um terremoto ser um sinal do Vulcão, Corvus tem seu oficial Proculus lutando com Milo. Sua batalha é interrompida quando o Monte Vesúvio entra em erupção, criando tremores que fazem a arena entrar em colapso, enviando Milo e Proculus para os níveis da cadeia. Milo abre as portas para permitir que seus companheiros Gladiadores tenham oportunidade de atacar; Proculus escapa enquanto os gladiadores matam Bellator. Vendo Corvus caído sob uma fenda, Severus tenta matá-lo, mas Corvus o esfaqueia e foge.
O vulcão libera bolas de fogo em toda a cidade e a população tenta fugir para o porto. Uma bola de fogo destrói um navio, matando Graecus. Aurelia diz a Milo que Cassia está na casa de campo prestes a morrer. Milo corre para a vila e consegue salvar Cassia, mas Ariadne é morta quando a casa cai no mar. Corvus e Proculus matam os civis bloqueando seu caminho para a segurança. Atticus tenta chegar ao porto, mas um tsunami criado pelo vulcão esmaga a cidade, destruindo as paredes exteriores e quebrando os navios. Reunindo-se com Atticus, Milo sugere buscar na arena cavalos para a fuga. Enquanto os gladiadores enfrentam soldados romanos na arena, Cassia vê aos corpos de seus pais e é raptada por Corvus. Atticus tem Milo perseguindo o carro carregando a dois, enquanto ele se depara com Proculus. Roman consegue ferir Atticus, mas o gladiador sobe para quebrar a lâmina e usa-a para matar o soldado.
Milo persegue Corvus em toda a cidade, evitando bolas de fogo e colapso nas estradas e edifícios. Cassia consegue libertar-se e vai para o Templo de Apolo. Milo e Corvus duelam enquanto uma bola de fogo destrói o templo. Cassia prende Corvus num edifício e Milo declara que seus deuses estão vindo para punir o senador. Milo e Cassia escapam como um piroclástico surgere descer a montanha e para a cidade, incinerando Corvus. Na arena, Atticus, vendo a lava se aproximando, orgulhosamente cumpre seu destino, proclamando que ele morre um homem livre. Na periferia da cidade, o cavalo derruba Milo e Cassia. Milo diz Cassia para sair por conta própria, como o cavalo não é rápido o suficiente para levar ambos. Em vez disso, ela solta o cavalo, não querendo passar seus últimos momentos em execução como ela sabe que eles não vão sobreviver. Milo beija-a enquanto o fluxo piroclástico engolfa-os. A última cena é de corpos carbonizados da dupla em um abraço eterno.

## Elenco
- Kit Harington como Milo, o último de seu povo que foi exterminado pelos Romanos. É escravizado por eles e treinado como gladiador.
- Emily Browning como Cassia, filha do famoso mercador Severus e de Aurelia. Se apaixona perdidamente por Milo.
- Carrie-Anne Moss como Aurelia, mãe de Cássia.
- Adewale Akinnuoye-Agbaje como Atticus, outro escravo. No início, um rival de Milo, mas ao decorrer, seu parceiro para lutarem para sobreviver.
- Jessica Lucas como Ariadne, amiga de Cássia.
- Jared Harris como Severus, mercador famoso e esposo da Aurelia, com Cássia como fruto de seu relacionamento.
- Kiefer Sutherland como Senator Quintas Attius Corvus, um senador corrupto que tenta tomar Pompéia.
- Joe Pingue como Graecus.
- Currie Graham como Bellator.
- Sasha Roiz como Marcus Proculus.
- Dalmar Abuzeid como Felix.
- Jean-Francois Lachapelle como o pai de Milo
- Rebecca Eady como a mãe de Milo

## Recepção

### Crítica
No agregador de críticas dos Estados Unidos, o Rotten Tomatoes, na pontuação onde a equipe do site categoriza as opiniões da  grande mídia e da mídia independente apenas como positivas ou negativas, o filme tem um índice de aprovação de 27% calculado com base em 162 comentários dos críticos. Por comparação, com as mesmas opiniões sendo calculadas usando uma média aritmética ponderada, a nota alcançada é 4.36/10 que é seguida do consenso: "Este grande orçamento de espadas e sandálias com aventura não tem o peso e energia de contar histórias para ascender mais do que um prazer culpado".
Em outro agregador de críticas também dos Estados Unidos, o Metacritic, que calcula as notas usando somente uma média aritmética ponderada de determinados veículos de comunicação em maior parte da grande mídia, o filme tem 33 avaliações da imprensa anexadas no site e uma pontuação de 39 entre 100, com a indicação de "revisões geralmente desfavoráveis".

### Público
O público pesquisado pela empresa de pesquisa de mercado CinemaScore deu uma nota média de "B" em uma escala de A+ a F.